# Bouin-Plumoison
Bouin-Plumoison település Franciaországban, Pas-de-Calais megyében. Lakosainak száma 511 fő (2022. január 1.). Bouin-Plumoison Guisy, Aubin-Saint-Vaast, Capelle-lès-Hesdin, Marconnelle és Mouriez községekkel határos.

## Népesség
A település népességének változása:
| Lakosok száma | 472  | 486  | 502  | 494  | 498  | 506  | 507  | 509  | 511  |
|               | 2013 | 2015 | 2016 | 2017 | 2018 | 2019 | 2020 | 2021 | 2022 |